# Bureau des Nations unies pour les secours d'urgence au Rwanda
Le Bureau des Nations unies pour les secours d'urgence au Rwanda (en anglais : United Nations Rwanda Emergency Office, UNREO), était un groupe ad hoc des Nations unies chargé de recueillir des informations et de faciliter la coordination entre les organismes d'aide au lendemain du génocide au Rwanda de 1994.

## Histoire
Le Bureau des Nations unies pour les secours d'urgence au Rwanda est créé le 18 avril 1994.  
Le projet est critiqué comme étant insuffisant, avec un mandat mal défini et un personnel inexpérimenté. Ses fonctions sont finalement absorbées par la Mission des Nations unies pour l'assistance au Rwanda (MINUAR).